# Двадцать лир (монета Италии)
20 лир (итал. 20 lire) — итальянская монета, имевшая хождение в Италии с 1861 по 2001 год. За время своего 140-летнего существования её покупательная способность снизилась в десятки тысяч раз. Первые 20 лир содержали 6,45 г золота 900-й пробы. В 2002 году, когда производился обмен наличных денег на евро, 20 лир соответствовали одному евроценту.

## Королевство Италия

### Правление Виктора Эммануила II
Монеты номиналом в 20 лир начали выпускать с первого года создания королевства Италия в 1861 году. Они являлись подражанием наполеондору, повторяя его вес, размеры и пробу металла. В 1865 году Италия официально вошла в Латинский монетный союз, который предполагал создание единой валютной системы. За исключением изображения итальянские 20 лир полностью повторяли французские, швейцарские и бельгийские двадцать франков.
До 1870 года золотые 20 лир выпускали исключительно на монетном дворе Турина. В 1870 году Папская область и Рим были включены в состав Италии. С этого года монеты начинают чеканить преимущественно в Риме. В 1872—1874 годах около миллиона золотых двадцати лир выпустили в Милане. О месте происхождения монеты свидетельствует знак монетного двора — небольшая буква «T», «R» или «M» слева от года на реверсе, выполненная в курсивной форме.
На аверсе монеты изображён король, круговая надпись «VITTORIO EMANUELE II». Под бюстом Виктора Эммануила II помещён знак медальерного мастера «FERRARIS». В самом низу поля указан год выпуска. На реверсе располагается гербовый щит, увенчанный короной в лавровом венке. Круговая надпись содержит надпись «REGNO D’ITALIA» и указание номинала — «20 • L».

### Правление Умберто I
При Умберто I чеканили идентичные по всем характеристикам двадцать лир. Аверс содержит изображение короля Умберто I и круговую надпись «UMBERTO I — RE D’ITALIA», а также год выпуска. На обрезе бюста помещен знак медальерного мастера Филиппо Сперанца «SPERANZA». На реверсе — гербовый щит в цепи Высшего ордена Святого Благословения. По бокам от него помещено обозначение номинальной стоимости «L» и «20». По кругу поля — переплетённые внизу лавровая и оливковая ветви. Внизу слева располагается знак монетного двора Рима «R».

### Правление Виктора Эммануила III
Во время правления Виктора Эммануила III (1900—1946) выпустили несколько монетных типов 20 лир. Первые монеты соответствующего номинала появились в 1902 году. Они стали первым тиражом золотых монет с изображением данного короля. Данный монетный тип получил название «Савойский орёл» (итал. Aquila Sabauda). На аверсе помещены портрет монарха, круговая надпись «VITTORIO EMMANUELLE III», а внизу знак медальерного мастера Филиппо Сперанца «SPERANZA». На реверсе помещён орёл с гербом савойского дома на груди. Голову орла увенчивает корона. Круговая надпись разделена на две части, верхняя — «REGNO D’ITALIA», нижняя — обозначение номинала «L • 20», знак монетного двора «٭ R ٭» и год выпуска.
В 1902 году тиражом в 115 экземпляров отчеканили монеты с небольшим якорем внизу аверса слева. Этот знак свидетельствовал о том, что монету выпустили из золота итальянской колонии Эритреи. Также каталоги сообщают о выпуске 1908 года, хотя на 2003 год отсутствовали какие-либо данные, хотя бы об одном сохранившемся экземпляре.
Следующий монетный тип «Aratrice» содержит на аверсе изображение Виктора Эммануила III в униформе, а на реверсе — аллегорическую фигуру сельскохозяйственной Италии в виде женщины, которая в левой руке держит сноп колосьев пшеницы, а правую положила на плуг. Сверху помещена надпись «REGNO D’ITALIA», а по бокам от Италии — обозначение номинала «LIRE» и «20». Внизу указан год чеканки и знак монетного двора. Справа от года выпуска расположена Звезда Италии. Также внизу имеются знаки медальерных мастеров «E. BONINSEGNA M.» и «L. GIORGI INC» Эдигио Бонинсегна и Луиджи Джиорджи соответственно. Эти монеты чеканили в Риме в 1910 и 1912 годах. В 1926 и 1927 специально для коллекционеров выпустили мизерные тиражи в 40 и 30 экземпляров соответственно.
С началом Первой мировой войны большинство стран, в том числе и Италия, отказались от золотомонетного стандарта. Однако в 1923 году отчеканили тиражом 20 тысяч последние золотые 20 лир по характеристикам довоенных. Этот монетный тип получил название «Fascetto». По своей сути он являлся памятным в честь годовщины похода на Рим, в результате которого к власти пришёл Бенито Муссолини. На реверсе изображён символ Национальной фашистской партии и две даты — похода на Рим «OTTOBRE 1922» и чеканки «1923». Монета не предназначалась для оборота. Её продавали желающим за 80 лир.
После отказа от золотого стандарта, произошедшего с началом Первой мировой войны, выпущенные ранее золотые монеты оставались законным платёжным средством, хотя и перестали принимать реальное участие в денежном обращении, так как стоимость содержащегося в них металла превышала номинальную. 21 декабря 1927 года королевским указом № 2325 для стабилизации денежного обращения было введено новое соотношение национальной валюты к благородным металлам. 100 лир приравнивались к 7,919 г чистого золота.
В 1927—1928 годах в оборот поступили новые серебряные 20 лир, которые в нумизматической литературе имеют название «Ликтор» (итал. Littore). На реверсе ликтор с фасциями приветствует сидящую женщину, символизирующую Италию. Италия держит в правой руке факел, а в левой — щит с гербом Савойского дома. Эта монета стала первой, на которой поместили не только год выпуска согласно общепринятому календарю, но и год прихода Муссолини к власти римскими цифрами. Внизу располагается обозначение номинала «L. 20» и знаки медальерного мастера Джузеппе Романьоли и автора дизайна «G.ROMAGNOLI» и «A.MOTTI INC.» соответственно. С 1929 по 1934 год 20 лир «Ликтор» чеканили исключительно для коллекционеров по 50 экземпляров ежегодно.
В 1928 году свет увидела памятная монета в честь 10-летия окончания Первой мировой войны. На аверсе помещен король Виктор Эммануил III в униформе и военном шлеме. Реверс содержит несколько символов. В левой части изображена верхняя часть пучка фасций с топориком. Справа от фасций голова льва и девиз «MEGLIO VIVERE UN GIORNO DA LEONE CHE CENTO ANNI DA PECORA». В вольном переводе он обозначает «Лучше прожить один день львом, чем сто лет овцой». Фразу приписывают солдату, который выступил за остановку прорыва австрийских войск итальянских позиций любой ценой и недопущение отступления.
Последний выпуск монет номиналом в 20 лир королевства Италия, получивший название «Империя» (итал. Impero), датирован 1936—1941 годами. В 1936 году в честь провозглашения империи (в 1935 году Муссолини завоевал Эфиопию, после чего объявил о «втором рождении Римской империи», — король Италии получил титул императора Эфиопии) отчеканили серию памятных монет различных номиналов. На реверсе 20 лир изображена, символизирующая победу, женщина в повозке, запряжённой четырьмя лошадями. В правой руке она держит пучок фасций. Внизу располагается обозначение номинала «L. 20», знак монетного двора и медальерного мастера «G • ROMAGNOLI», а также герб Савойского дома. Монету продолжали чеканить в 1937—1941 годах исключительно для коллекционеров тиражами в 20—50 экземпляров ежегодно.

## Итальянская республика
В Итальянской республике 20 лир стали разменной монетой, которую чеканили многосотмиллионными тиражами. Их выпускали с 1957 по 2001 год с перерывами. С 2002 года страна перешла на евро. Обмен производился по курсу 1 евро за 1936,27 лиры. Соответственно 20 лир на момент прекращения хождения соответствовали 1 евроценту. Официально лиры можно было обменять на евро до начала 2012 года. Затем по решению суда срок продлили до 5 февраля 2016 года.
За всё время выпуска чеканили единственный тип из алюминиевой бронзы с изображением аллегорического изображения Италии на аверсе и ветвью дуба на реверсе.

## Монетные типы
| Аверс | Реверс | Диаметр, мм | Вес, г | Гурт                                      | Металл              | Годы чеканки                     | Тираж                         |
| ----- | ------ | ----------- | ------ | ----------------------------------------- | ------------------- | -------------------------------- | ----------------------------- |
|       |        | 21          | 6,4516 | рифлёный                                  | золото 900-й пробы  | 1861—1878                        | Суммарно — 11 770 481         |
|       |        | 21          | 6,4516 | рифлёный                                  | золото 900-й пробы  | 1879—1886, 1888—1891, 1893, 1897 | Суммарно — не менее 8 826 865 |
|       |        | 21          | 6,4516 | рифлёный                                  | золото 900-й пробы  | 1902, 1903, 1905, 1908           | Суммарно — 10 811             |
|       |        | 21          | 6,4516 | рифлёный                                  | золото 900-й пробы  | 1910, 1912, 1926, 1927           | Суммарно — 92 629             |
|       |        | 21          | 6,4516 | рифлёный                                  | золото 900-й пробы  | 1923                             | 20 000                        |
|       |        | 35,5        | 15     | рифлёный                                  | серебро 800-й пробы | 1927—1934                        | Суммарно — 6 005 300          |
|       |        | 35,5        | 20     | рифлёный                                  | серебро 600-й пробы | 1928                             | 3 536 520                     |
|       |        | 35,5        | 20     | рифлёный                                  | серебро 800-й пробы | 1936—1941                        | Суммарно — 10 130             |
|       |        | 21,25       | 3,6    | 1957—1959 — рифлёный, 1968—2001 — гладкий | алюминиевая бронза  | 1957—1959, 1968—2001             | Суммарно — 678 529 365        |

## Комментарии
Тиражи монет по годам
1. ↑  Тираж 20 лир Виктора Эммануила II по годам и монетным дворам: 1861T — 3267, 1862T — 1 954 878, 1863T — 2 980 700, 1864T — 608 630, 1865T — 3 109 050, 1866T — 196 301, 1867T — 275 509, 1868T — 340 397, 1869T — 185 355, 1870—1871R — 23 508, 1870T — 54 770, 1872—1873M — 1 018 033, 1873R — 2174, 1874M — 255 115, 1874R — 40 856, 1875R — 51 018, 1876R — 107 728, 1877R — 247 398, 1878R — 315 794
2. ↑  Тираж 20 лир Умберто I по годам: 1879 — 146 466, 1880 — 128 808, 1881 — 843 028, 1882 — 6 970 007, 1883 — 182 280, 1884 — 9775, 1885 — 164 734, 1886 — 59 008, 1888 — 110 540, 1889 — н/д, 1890 — 68 220, 1891 — 64 452, 1893 — 41 214, 1897 — 38 333
3. ↑  Тираж 20 лир «Савойский орёл» Виктора Эммануила III по годам: 1902—181, 1902 с якорем — 115, 1903 — 1800, 1905 — 8715, 1908 — существование под вопросом
4. ↑  Тираж 20 лир «Aratrice» Виктора Эммануила III по годам: 1910 — 32 589, 1912 — 59 970, 1926 — 40, 1927 — 30
5. ↑  Тираж 20 лир «Ликтор» Виктора Эммануила III по годам: 1927 V — 100, 1927 VI — 3 518 002, 1928 VI — 2 486 898, 1929 VII — 50, 1930 VIII — 50, 1931 IX — 50, 1932 X — 50, 1933 XI — 50, 1934 XII — 50
6. ↑  Тираж 20 лир «Империя» Виктора Эммануила III по годам: 1936 XIV — 10 000, 1937 XV — 50, 1938 XVII — 20, 1939 XVIII — 20, 1940 XIX — 20, 1941 XX — 20
7. ↑  Тираж 20 лир «Ветвь дуба» по годам: 1957 — 60 075 000, 1958 — 80 550 000, 1959 — 4 055 000, 1968 — 100 000, 1969 — 16 735 000, 1970 — 32 511 000, 1971 — 12 375 000, 1972 — 33 975 000, 1973 — 19 575 000, 1974 — 16 875 000, 1975 — 24 750 000, 1976 — 17 325 000, 1977 — 9 900 000, 1978 — 13 521 000, 1979 — 40 465 000, 1980 — 61 632 000, 1981 — 81 510 300, 1982 — 34 500 000, 1983 — 15 000 000, 1984 — 5 000 000, 1985 — 15 000 000 и 20 345 в коллекционных наборах, 1986 — 13 500 000 и 17 500 в коллекционных наборах, 1987 — 2 764 800 и 10 000 в коллекционных наборах, 1988 — 13 000 000 и 9000 в коллекционных наборах, 1989 — 16 000 000 и 9260 в коллекционных наборах, 1990 — 15 500 000 и 9400 в коллекционных наборах, 1991 — 13 000 000 и 11 000 в коллекционных наборах, 1992 — 2 500 000 и 9500 в коллекционных наборах, 1993 — 1 000 000 и 8500 в коллекционных наборах, 1994 — 1 000 000 и 8500 в коллекционных наборах, 1995 — 1 000 000 и 7960 в коллекционных наборах, 1996 — 1 000 000 и 8000 в коллекционных наборах, 1997 — 1 000 000 и 8440 в коллекционных наборах, 1998 — 1 000 000 и 9000 в коллекционных наборах, 1999 — 500 000 и 8500 в коллекционных наборах, 2000 — 61 400 и 8960 в коллекционных наборах, 2001 — 100 000 и 10 000 в коллекционных наборах